# Рагу из цыплят по-бременски
Рагу из цыплят по-бременски (нем. Bremer Kükenragout) — традиционное блюдо бременской кухни, похожее на куриное фрикасе. Рагу готовят из так называемых «комнатных цыплят» — месячных цыплят-пуссенов весом от 200 до 600 граммов с добавлением других самых разнообразных ингредиентов.
В современных рецептах высокой кухни в бременское рагу помимо цыплятины добавляют раковые и креветочные хвостики и говяжий язык. Известны рецепты цыплячьего рагу с телячьими фрикадельками, спаржей и чёрным корнем, горошком, морковью, шампиньонами и луком или с кильскими шпротами, копчёными мидиями, сладким мясом, коктейльными колбасками и артишоками. Рагу из цыплят часто сервируют с рисом на гарнир, и до Первой мировой войны это было традиционное блюдо на приёме по случаю избрания бургомистра города. Хотя рагу из цыплят в Бремене и именуют иногда «национальным блюдом», оно встречается в меню местных ресторанов очень редко.